# Black Maria
Black Maria fue el primer estudio cinematográfico de los Estados Unidos, creado en 1893 por Thomas Alva Edison en su laboratorio de West Orange, Nueva Jersey.

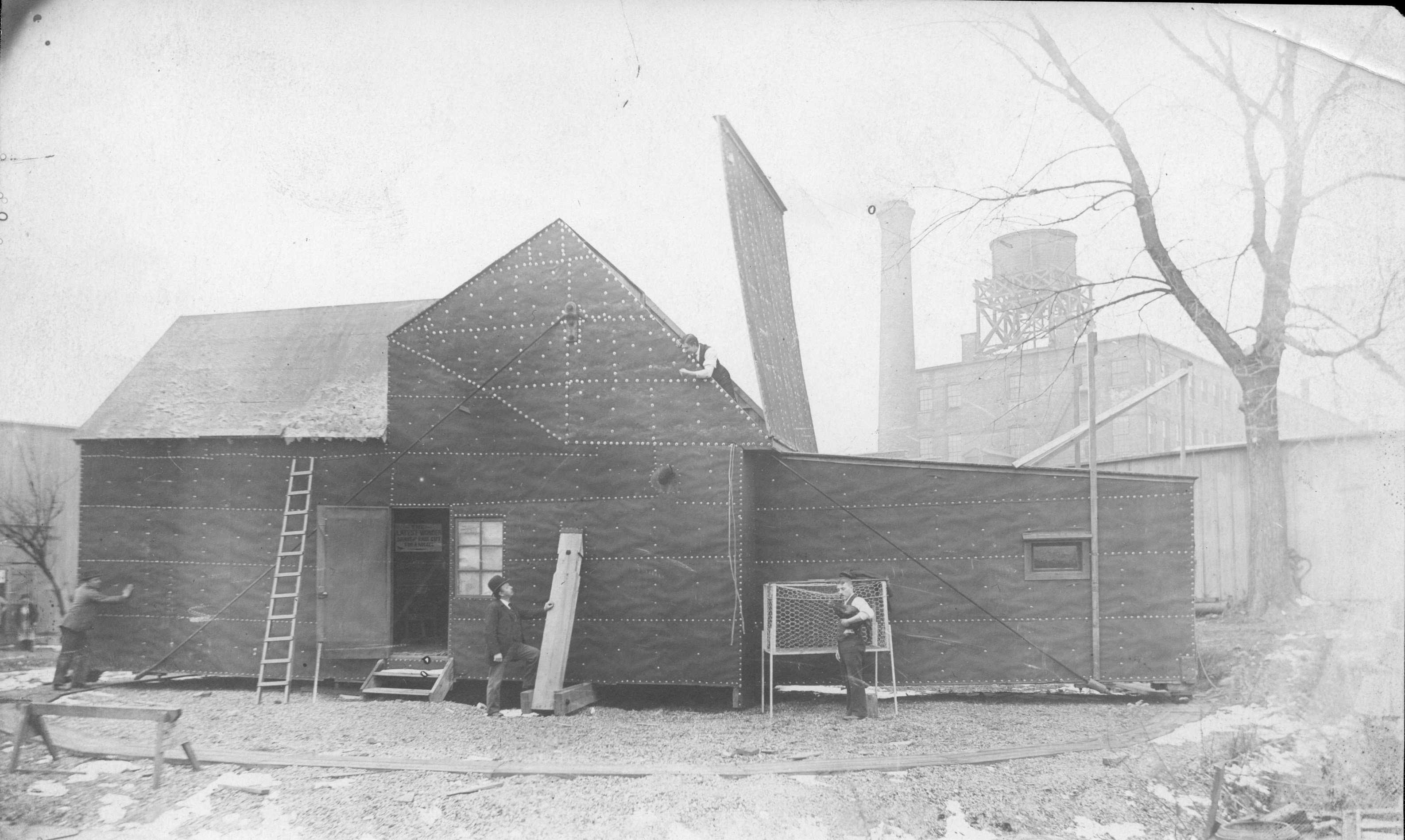
Fotografía del exterior del Black Maria

## Antecedentes
El interés de Edison por el cine se remonta a tiempo antes de la creación del Black Maria y de la posterior proyección de sus películas mediante el quinetoscopio. Con la comercialización de la bombilla eléctrica, Edison había conseguido reunir grandes cantidades de dinero, que utilizaría como fondos de investigación. Es con este empeño con el que Edison llega a establecer el formato de película que hoy conocemos: el celuloide de treinta y cinco milímetros de anchura. Un soporte flexible, resistente y transparente, con perforaciones para su arrastramiento, que demostraría ser idóneo para su proyección. Este tipo de película le era suministrado por la Eastman Kodak de Rochester.

## Historia
Al inicio de 1893, Edison hace construir en un patio de su laboratorio de West Orange, Nueva Jersey, un estudio donde producir sus películas. William Kennedy Dickson, mano derecha de Edison durante su aventura cinematográfica, denominó al lugar "teatro quinetoscópico", nombre que sería sustituido por aquel con el que lo bautizaría el personal de la casa: Black Maria (debido a su similitud con los coches para el transportes de presos, llamados así en algunos estados). Así mismo, David Shulman apunta a que el nombre pertenecía originalmente a un caballo de carreras. Se trataba de una superestructura de madera forrada de papel negro tanto por fuera como por dentro. Este interior ofrecía un fondo que daba relieve al movimiento de los actores. Tenía la particularidad de tener un agujero abatible en el techo que se podía abrir gradualmente, de manera que permitía que las películas fueran grabadas con luz natural. El edificio estaba ubicado sobre unos raíles que le permitían girar sobre su propio eje, con el objetivo de aprovechar la luz solar.
Black Maria cerró sus puertas en enero de 1901, después de que Edison adquiriese un nuevo estudio en Nueva York, que contaba con un techo de vidrio que permitía el paso de la luz natural. 

## Películas realizadas
Las primeras películas rodadas en Black Maria correspondían a espectáculos varios: magia, vodevil, boxeo... 
Blacksmith Scene (traducido como Escena de herreros) es un cortometraje realizado por William Kennedy Dickson en 1893. Es mudo, en blanco y negro, y destaca por ser la primera película exhibida en quinetoscopio, así como el ejemplo cinematográfico más antiguo de actores interpretando a personajes.
Representa una escena cotidiana protagonizada por dos herreros (interpretados por Charles Kayser y John Ott, asistentes de Edison). Fue exhibida el 9 de mayo de 1893.
Fred Ott's Sneeze (traducido como El estornudo de Fred Ott) es un cortometraje realizado por William Kennedy Dickson en 1894. Es mudo, en blanco y negro, y fue la primera película registrada con copyright en Estados Unidos.
Consiste en un breve clip de Fred Ott, asistente de Thomas Edison que destacaba entre sus compañeros por su comicidad, poniéndose rapé en la nariz y estornudado. Se rodó entre el 2 y el 7 de enero de 1894, y se estrenó el 9 de enero del mismo año en una exhibición del quinetoscopio. 

Fred Ott's Sneeze

The Dickson Experimental Sound Film (traducido como El film experimental sonoro de Dickson) es un cortometraje realizado entre 1894 y 1895 por William Kennedy Dickson. Es el primer film con sonido registrado en directo.
Nace como resultado de los intentos de Edison de unir dos de sus principales inventos: el quinetoscopio, que registraba imágenes en movimiento, y el quinetófono, que registraba sonido. Su combinación daría lugar a películas sonoras, pero, por limitaciones de la época, el resultado resultaba tosco, y quedó en un mero experimento.
En el corto, una pareja de hombres baila siguiendo la música que un tercero (interpretado por Dickson) toca en un violín, cuyo sonido es amplificado por una trompa. La imagen era sincronizada con una melodía extraída de la ópera Les Cloches de Corneville, compuesta por Robert Planquette en 1877.
Algún pensador moderno, como Vito Russo, ha interpretado la película como una muestra temprana de homosexualidad dentro del cine. En la época, no obstante, era común que dos personas del mismo sexo bailasen juntas.